# Флаг Нью-Мексико
Флаг Нью-Ме́ксико (англ. Flag of New Mexico) — один из государственных символов американского штата Нью-Мексико. Положение о флаге, его описание и порядок использования изложены в статье 3 раздела 12 Свода Законов штата (англ. New Mexico Statutes Annotated 1978). Представляет собой исторический символ Солнца, использовавшийся индейцами ция (одним из народов пуэбло), на жёлтом поле. Жёлтый и красный цвета флага соответствуют историческому военному испанскому флагу «Бургундский крест», который использовали конкистадоры во времена завоевания территории Нью-Мексико в XVI веке.

Бургундский крест, военный флаг Испании при короле Филиппе II

## Описание флага
Флаг представляет собой прямоугольник жёлтого цвета, ширина которого составляет 2/3 от длины (пропорции 2:3). В центре флага расположен древний символ Солнца индейцев ция красного цвета. Размер символа 1/3 от длины флага. Диаметр центрального круга символа Солнца 1/3 от ширины всего символа. От центрального круга отходят четыре группы лучей по четыре луча в каждой. Группы расположены равномерно с четырёх сторон по вертикали и горизонтали. Лучи в каждой группе параллельны, два внутренних луча длиннее внешних на 1/5 длины. Цвета флага в Законе названы «старые испанские цвета».

## История

Неофициальный флаг Нью-Мексико 1915—1925

В течение первых 14 лет с момента создания 6 января 1912 года штат Нью-Мексико не имел официально утверждённого флага. На всемирной выставке 1915 года в Сан-Диего в специальном зале были выставлены флаги штатов США и государств-участников. От Нью-Мексико был выставлен неофициальный флаг. Он представлял собой голубое поле, в верхнем левом углу был расположен флаг США, в левом нижнем — герб штата, а в центре был выполненный серебряными буквами и цифрами текст «New Mexico» и «47» (что означало 47-й штат США). Многие источники также указывают, что вокруг герба штата была надпись «The Sunshine State» (Закатный штат).
В 1920 году женская общественная организация «Дочери американской революции» предложила разработать оригинальный флаг штата. Конкурс на лучший рисунок флага выиграл Гарри П. Мера (Dr. Harry P. Mera), археолог из Санта-Фе. Он был одним из специалистов по символике индейцев ция. Символ солнца был найден в конце XIX века в Ция-Пуэбло и считается имеющим священное значение для индейцев ция. Четыре группы по четыре луча также имеют глубокий смысл Цикла Жизни: четыре ветра, четыре сезона, четыре направления, четыре священных долга. Число четыре является священным для ция. Рисунок Г. Мера используется с 1925 года до настоящего времени как официальный флаг штата Нью-Мексико.
Закон штата предписывает использование флага во всех мероприятиях, в которых официально и публично представлен штат. Приветствовать флаг следует словами салюта:

Я приветствую флаг штата Нью-Мексико, символ истинной дружбы объединённых культур и наций.
Оригинальный текст (англ.)I salute the flag of the state of New Mexico, the Zia symbol of perfect friendship among united cultures.
Оригинальный текст (исп.)Saludo la bandera del estado de Nuevo México, el símbolo zia de amistad perfecta, entre culturas unidas.

## Оценка флага
Северо-Американская вексиллологическая ассоциация (NAVA) в исследовании 2001 года признала флаг штата Нью-Мексико лучшим по дизайну среди всех штатов США и провинций Канады.